# Otto 2. af Bayern
Otto 2., også kaldet Otto den Oplyste (tysk: Otto der Erlauchte), (7. april 1206 i Kelheim – 29. november 1253 i Landshut) var hertug af Bayern fra 1231 til 1253 og pfalzgreve ved Rhinen fra 1228 til 1253. Han tilhørte fyrstehuset Huset Wittelsbach.

## Forældre
Otto 2. var søn af hertug Ludvig 1. af Bayern og Ludmilla af Bøhmen, en datter af hertug Frederik 1. af Bøhmen og Elisabeth af Ungarn.

## Ægteskab og børn
Som seksårig blev Otto 2. forlovet med Agnes af Pfalz (1201–1267), der var en sønnedatter af Henrik Løve og efterkommer af flere tyske kejsere. Otto 2. og Agnes af Pfalz blev gift i 1222 og blev forældre til fem børn:
- Elisabeth af Bayern (1227–1273)

∞ 1246 kong Konrad 4. af Tyskland  (1228–1254), søn af kejser Frederik 2. af det tysk-romerske rige
∞ 1258 grev Meinhard 2. af Görz og Tyrol (1235–1295), senere hertug af Kärnten
- Ludvig 2. (1229–1294), hertug af Oberbayern og pfalzgreve ved Rhinen
- Henrik 13. (1235–1290), hertug af Niederbayern
- Sophie (1236–1289)

∞ 1258 grev Gebhard 6. af Sulzbach og Hirschberg (1220–1275)
- Agnes (1240–1306), nonne i Seligenthal